# Pentacloruro di uranio
Il pentacloruro di uranio o cloruro di uranio(V) è il composto inorganico con formula UCl5, dove l'uranio ha numero di ossidazione +5. È un solido bruno rossastro volatile e instabile.

## Storia
Il pentacloruro di uranio fu scoperto nel 1874 da Henry Enfield Roscoe come sottoprodotto nella preparazione di UCl4.

## Struttura
UCl5 è un solido bruno rossastro, che può esistere in due diverse forme cristalline. La più comune è la forma α-UCl5, monoclinica, gruppo spaziale P21/n con costanti di reticolo a = 7,99; b = 10,69; c = 8,48 Å e β = 91,5°. Nella cella primitiva sono contenute 5 unità di formula UCl5. Gli atomi di uranio occupano un quinto dei siti ottaedrici, e due di questi ottaedri hanno un lato in comune formando unità dimere U2Cl10. La specie dimera è presente anche allo stato vapore.
La forma β-UCl5 appartiene al sistema triclino, gruppo spaziale P1 , e contiene le stesse unità U2Cl10.

## Sintesi
UCl5 si può preparare in vari modi. Un metodo prevede la riduzione e clorurazione di UO3 a riflusso in CCl4, a temperatura abbastanza bassa da evitare la formazione di UCl4. Un altro metodo è l'ossidazione di UCl4 con cloro.

## Reattività
UCl5 è un composto volatile e instabile. Anche in atmosfera inerte si decompone al di sotto dei 100 °C rilasciando cloro o disproporzionando:
2UCl5 → 2UCl4 + Cl2
2UCl5 → UCl4 + UCl6
UCl5 è molto igroscopico e in acqua disproporziona formando UCl4 e UCl6. Reagisce istantaneamente anche con molti solventi organici come alcoli, acetone, eteri, diossano. È insolubile in benzene e xilene, mentre in solventi anidri come CCl4 e SOCl2 forma soluzioni abbastanza stabili.

## Tossicità / Indicazioni di sicurezza
Il composto non è disponibile in commercio. Data la sua instabilità è improbabile incontrarlo al di fuori di laboratori molto specialistici. Il prodotto non è classificato esplicitamente nella Direttiva 67/548/CE, ma come composto dell'uranio va considerato molto tossico e pericoloso per l'ambiente, nonché radioattivo.